# Stato Nuovo di Siena
(Cosimo I de' Medici, signore di Firenze, in seguito alla firma del trattato di pace di Cateau-Cambrésis del 1559)
Lo Stato Nuovo di Siena (o Ducato di Siena) fu uno Stato autonomo del Granducato di Toscana, esistente dal 1559 fino alle riforme di Pietro Leopoldo del XVIII secolo.

## Storia
Al termine delle Guerre d'Italia del XVI secolo, quando l'Impero spagnolo ed il Regno di Francia si combatterono ininterrottamente per 65 anni su gran parte del suolo europeo, la vittoria degli spagnoli ed il Trattato di Cateau-Cambrésis sancirono il nuovo ordine continentale.
All'interno di questo ampio conflitto le ripercussioni si riverberarono anche sull'esito della Guerra di Siena. Già il 3 luglio 1557, pochi anni dopo la sconfitta nella Battaglia di Scannagallo (1553) ad opera della compagine imperiale di Carlo V e della resa per fame di Siena (1555), l'Imperatore concesse a Cosimo I de' Medici il feudo nobile rappresentato dalla città e dal suo territorio. Cateau-Cambrésis sancì poi ufficialmente nell'aprile del 1559, per decreto, l'estinzione della Repubblica di Siena che, nel frattempo, si era riparata in Montalcino ed il suo passaggio in blocco a Cosimo stesso, con l'unica esclusione dello Stato dei Presidi che rimase sotto il controllo della Corona spagnola e delegato al Viceré di Napoli per meglio controllare i protettorati italiani degli ispanici.
Cosimo andò di conseguenza a controllare personalmente e direttamente due Stati: lo Stato “Vecchio” di Firenze e lo Stato “Nuovo” di Siena, separati nelle strutture politiche ed istituzionali, ma riuniti sotto la sua persona (unione personale). Questa situazione ambigua venne risolta il 27 agosto 1569, quando Cosimo ottenne da Papa Pio V il titolo di Granduca di Toscana, che andò quindi a confermare il potere di Cosimo sui due Ducati che andarono a creare una sorta di confederazione costituita dal Granducato.
Lo Stato Nuovo di Siena ottenne quindi di mantenere le proprie magistrature e proprie istituzioni (Concistoro, Gonfalonieri dei Terzieri, Capitano del Popolo, Consiglio Generale, Biccherna, ecc.), sebbene fosse amministrato da un governatore generale-luogotenente di diretta nomina del sovrano che continuò a mantenere il titolo di Duca.
La capitale fu Siena stessa, circondata dal suo contado suddiviso nelle Masse di Siena, e nei corrispondenti Terzi di Città, Camollia e San Martino. Dalla sede governativa senese dipendevano le attuali province di Siena e di Grosseto, con esclusione delle piccole porzioni di Follonica, Scarlino, Buriano (appartenenti al principato di Piombino), di Castiglione della Pescaia e Giglio dipendenti fino al 1766 dalla Provincia Pisana (appartenente allo Stavo Vecchio o Fiorentino) ed infine dello Stato dei Presidi, continuando ad amministrare le città di Chiusi, Grosseto, Massa Marittima, Sovana, Pienza, Montalcino. 
Ripartizione amministrativa verso la metà del XVIII secolo:
- Governatorato dello Stato e città di Siena e contado, diviso nei Terzieri delle Masse di Porta Camillìa, Città e S. Martino), vi dipendono il 
  - Capitanato della Fortezza di Santa Barbara
  - podesteria di Castelnuovo della Berardenga (1422)
- Capitanato di Casole Valdelsa e Montagnola senese con la
  - podesteria di Casole,
- Vicariato di Radicondoli, Belforte, Montieri con la
  - podesteria di Monticiano, Chiusdino e Scalvaia (1749)
- Vicariato di Castiglioncello di Monteriggioni (1692) con le 
  - podesterie di Monteriggioni e di Sovicille (1571)
- Capitanato di Montalcino, divisione in terzieri, con le 
  - podesterie di Montalcino, di Civitella e Sassofortino, di Monteroni d'Arbia e Lucignano d'Arbia, di Cinigiano, di S. Quirico, ufficialati di Castiglione d'Orcia, di Rocca d'Orcia, di Campiglia d'Orcia
- Capitanato di Sinalunga (Asinalunga, 1588-1774) con le
  - podesterie di Sinalunga e Bettolle, Rapolano e Serre, Torrita, ufficialato di Scrofiano
- Capitanato di Pienza con le 
  - podesterie di Pienza, di Asciano e Trequanda, di Buonconvento
- Capitanato di Chiusi (1468) con le
  - podesterie di Chiusi, di Chianciano, di Cetona e di Sarteano
- Capitanato di Radicofani (1498) con le
  - podesterie di Radicofani, di Abbadia San Salvatore, ufficialatura di San Casciano de' Bagni
- Provincia marittima o Maremma senese -
- Commissariato di Grosseto (1698) con le
  - podesterie di Grosseto, Campagnatico e Monteorsaio, Roccastrada, Batignano e Pari
- Capitanato di Arcidosso (1403-1793) con le 
  - podesterie di Arcidosso e Castel del Piano, di Seggiano
- Capitanato di Scansano (1570-1794) con le 
  - podesterie di Scansano e Cotone, Magliano (-1734), Manciano e Montemerano, Pereta, Montebuono, Montiano, ufficialato di Semprognano
- Vicariato di Manciano e Montemerano
- Vicariato di Montorgiali
- Capitanato di Massa di Maremma con le 
  - podesterie di Massa, di Gavorrano e Monterotondo, di Prata, di Gerfalco (1423)
- Capitanato di Castiglione della Pescaia dal 1776
  - Capitanato di Sovana e Sorano
  - Capitanato di Pitigliano
  - Capitanato di Castellottieri

L'amministrazione non subì modifiche sostanziali, neanche con l'estinzione della dinastia medicea ed il passaggio del Granducato di Toscana alla casata degli Asburgo-Lorena, fino alle grandi riforme di Leopoldo I, che applicando una politica più accentratrice di governo eliminò i due Ducati di Siena e Firenze e costituì una nuova suddivisione in province. Nel 1766 quindi lo Stato Nuovo di Siena venne dichiarato estinto ed al suo posto create due nuove entità amministrative: la Provincia senese superiore e la Provincia senese inferiore.

## Lista dei Governatori Generali dello Stato
- card. Angelo Niccolini, 1557-1567
- conte Federigo Barbolani di Montauto, 1567-1582
- mons. Lattanzio Lattanzi, 1582-1585, vescovo di Pistoia
- cav. Giulio del Caccia, 1585-1590
- conte Marzio Colloredo, 1590
- marchese Tommaso Malaspina di Villafranca, 1591-1593
- mons. Fabio della Cornia, 1593-1594
- marchese Tommaso Malaspina di Villafranca, 1594-1603
- Consulta: Scipione Nardi, auditore, Giovan Battista Marsili, fiscale, Giovan Paolo Rinuccini, depositario; 1603-1607
- marchese Lorenzo Salviati di Giuliano, 1607-1610
- principe Carlo Gonzaga di Vescovato, 1610-1614
- marchese Periteo Malvezzi di Castel Guelfo, 1614-1622
- Consulta, 1622
- marchese Fabrizio Colloredo di Santa Sofia, 1622-1627
- principessa Caterina de' Medici, 1627-1629, duchessa di Mantova
- principe Mattias de' Medici, 1629-1631
- Consulta presieduta da Agostino Chigi, 1631
- principe Leopoldo de' Medici, 1636-1641
- principe Mattias de' Medici, 1641-1643
- principe Leopoldo de' Medici, 1643-1644
- principe Mattias de' Medici, 1644-1667
- Consulta, 1667
- Giovanni Federighi, 1668-1683, soprintendente generale
- principe Francesco Maria de' Medici, 1683-1711
- Consulta, 1711-1715
- principessa Violante Beatrice di Baviera, 1716-1717
- Consulta, 1717-1722
- marchese Marcello Malaspina di Filattiera, 1722-1731
- Consulta, 1731-1737
- cav. Francesco Siminetti, 1770